# Sybil Seely
Sybil Seely, nome d'arte di Sybil Travillia (Los Angeles, 2 gennaio 1902 – Culver City, 26 giugno 1984), è stata un'attrice statunitense dell'epoca del muto, nota per aver partecipato a diverse comiche al fianco di Buster Keaton. Nella maggior parte dei film interpretati era accreditata con il nome di Sibye Trevilla.
Debuttò sullo schermo a diciassette anni, nel film Hearts and Flowers. Complessivamente interpretò diciotto film, la maggior parte dei quali comiche il cui protagonista era Buster Keaton. Nel 1920 sposò lo sceneggiatore Jules Furthman e nel 1923 decise di ritirarsi dalle scene dopo aver dato alla luce un figlio.
Morì a Culver City, in California all'età di 82 anni.

## Filmografia
- Her Nature Dance, regia di William Campbell (1917)
- Secrets of a Beauty Parlor, regia di Harry Williams (1917)
- Hearts and Flowers, regia di Edward F. Cline (1919)
- Sarto per signora (A Lady's Tailor), regia di Ray Grey e Erle C. Kenton (1919)
- Salomè (Salome vs. Shenandoah), regia di Ray Grey, Ray Hunt e Erle C. Kenton (1919)
- Up in Alf's Place, regia di F. Richard Jones (1919)
- His Last False Step, regia di F. Richard Jones (1919)
- Down on the Farm, regia di Ray Grey (1920)
- By Golly!, regia di Charles Murray (1920)
- Married Life, regia di Erle C. Kenton (1920)
- Una settimana (One Week), regia di Buster Keaton (1920)
- Il carcerato n. 13 (Convict 13), regia di Buster Keaton (1920)
- Movie Fans, regia di Erle C. Kenton (1920)
- Love, Honor and Behave!, regia di Erle C. Kenton (1920)
- Lo spaventapasseri (The Scarecrow), regia di Buster Keaton (1920)
- Bungalow Troubles, regia di Albert Austin (1920)
- La barca (The Boat), regia di Buster Keaton (1921)
- Lupo di mare (A Sailor-Made Man), regia di Fred C. Newmeyer (1921)
- On Patrol, regia di Roy Del Ruth (1922)
- Il nord ghiacciato (The Frozen North), regia di Buster Keaton (1922)